# Karen Moncrieff
Karen Moncrieff (Sacramento, 20 december 1963) is een Amerikaans actrice en regisseuse. Ze speelde onder meer Cassandra Benedict in de soapserie Santa Barbara. Ze debuteerde in 2002 als regisseuse met Blue Car en volgde deze in 2006 op met The Dead Girl.
Moncrieff groeide op in Michigan. Ze studeerde in 1986 af als actrice. Haar eerste rol was als een spion in de soap Days of Our Lives. Hoewel ze destijds 26 jaar was, moest ze de moeder spelen van een 16-jarig meisje. Een klein rolletje in The Bold and the Beautiful volgde. In 1990 voegde ze zich bij de cast van Santa Barbara. Ze werd daar ontslagen toen een nieuwe schrijfster geen behoefte aan haar personage had.
Moncrieff had gastrollen in onder meer Matlock, Perry Mason en Diagnosis Murder. Behalve acteren en regisseren, schrijft ze ook filmscenario's. Zo schreef ze de door haar geregisseerde films Blue Car en The Dead Girl zelf.
Moncrieff won in Illinois ooit een missverkiezing.
- Bibliothèque nationale de France: cb16174222f (data)
- Gemeinsame Normdatei: 141075619
- International Standard Name Identifier: 0000 0003 5893 4335
- Library of Congress Control Number: no2001067794
- Nederlandse Thesaurus van Auteursnamen: 296290505
- Système universitaire de documentation: 139566228
- Virtual International Authority File: 213321867
- WorldCat: E39PBJmtvmjkTcmGHvtTjQCfbd